# Neoanalthes pseudocontortalis
Neoanalthes pseudocontortalis är en fjärilsart som beskrevs av Hiroshi Yamanaka och Kirpichnikova 1993. Neoanalthes pseudocontortalis ingår i släktet Neoanalthes och familjen Crambidae. Inga underarter finns listade i Catalogue of Life.